# Anklamer Fähre

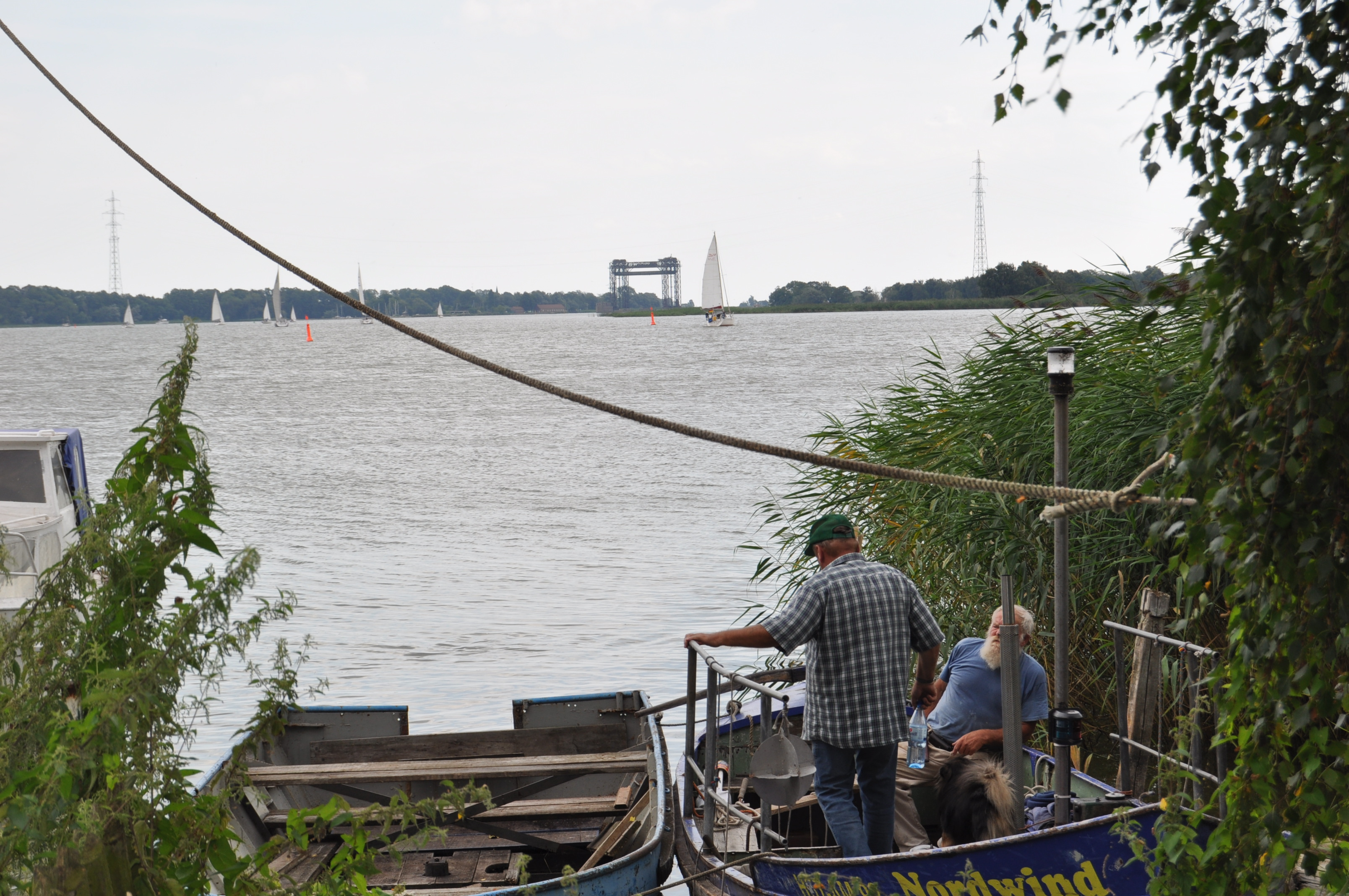
Anklamer Fähre – vorne Fährkahn mit Fährmann – hinten Karniner Brücke

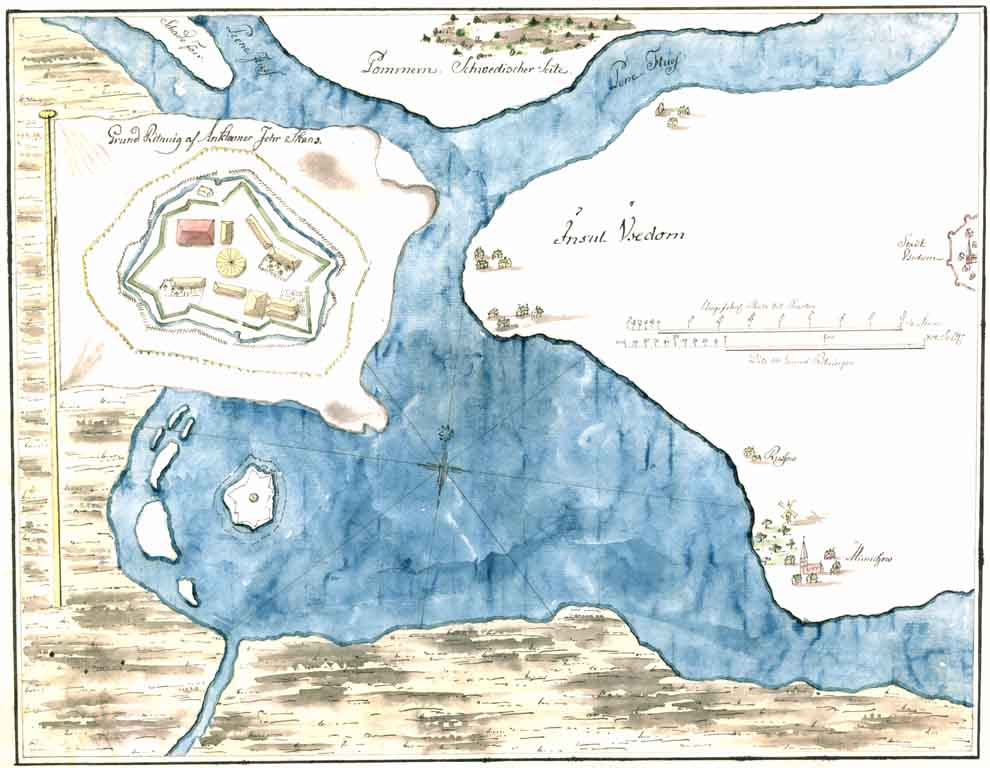
Anklamer Fähre im 18. Jahrhundert

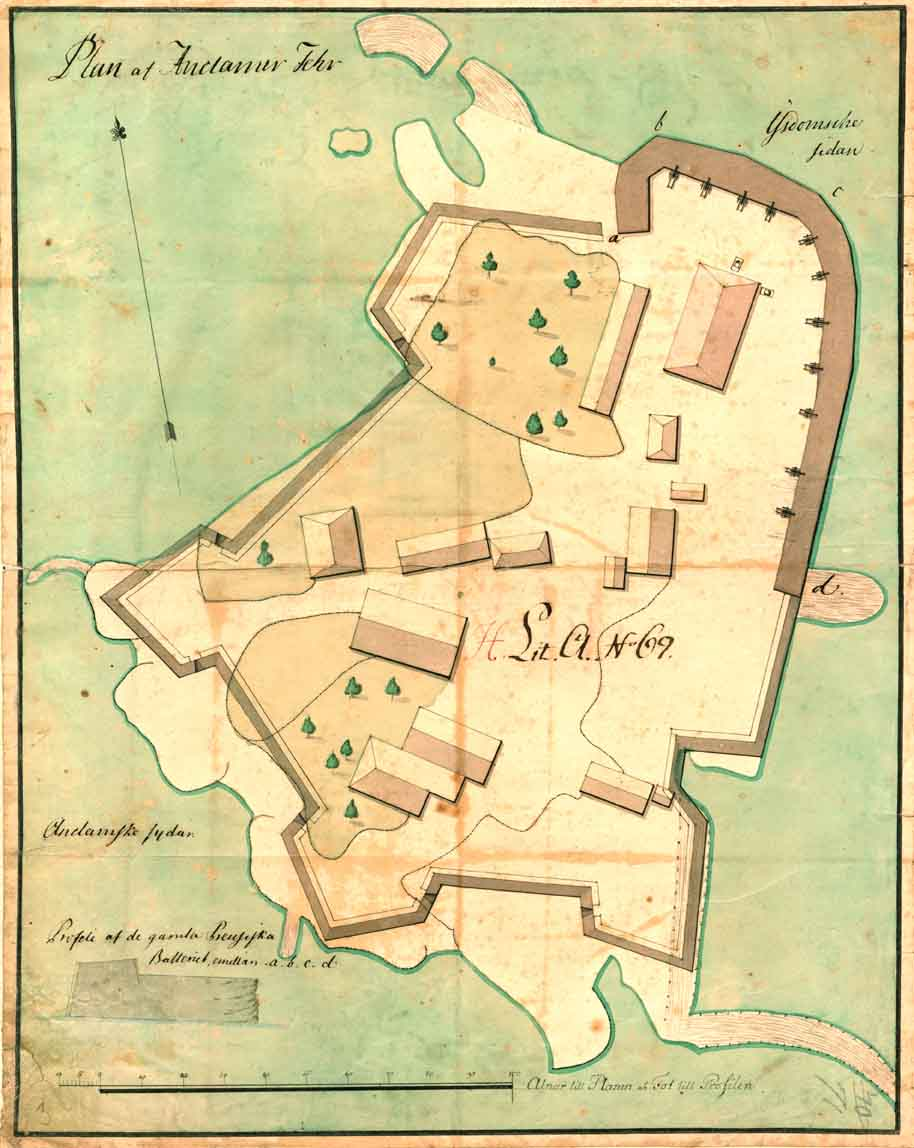
Ortsplan von Anklamer Fähre von 1757

Anklamer Fähre ist eine Ansiedlung und eine (Halb-)Insel im Mündungsgebiet der Peene an einer Meerenge zwischen dem Stettiner Haff und dem Peenestrom. Ort und Halbinsel sind Teil der Gemeinde Bargischow.

## Geschichte
Die Anklamer Fähre, auch „Alte Fähre“, „Olden Vir“, „Ollenvir“, „Ollenvier“, „Fähre“ oder „Anklamer Fehr“ genannt, wurde erstmals im Jahr 1285 urkundlich erwähnt. Die Halbinsel mit Ort zählte zu den ältesten Besitzungen der Stadt Anklam.
Bei der ersten Erwähnung als „alte Fähre“ („olden Vir“) war die damalige Insel aus dem Lehnsbesitz des Ritters Johann von Berlin heimgefallen. Herzog Bogislaw IV. belehnte darauf die Anklamer Patrizier und Ratsmitglieder Johann Schweders Sohn (auch Schwederssohn) und Hermann von Gützkow, wobei er sie von allen Diensten und Abgaben freistellte. Gleichzeitig übertrug er das Eigentum an die Stadt Anklam. Nach dem Tod von Johann Schweders Sohn bestätigte der Herzog 1292 dessen Witwe Gertrude und ihren Erben den Lehnsbesitz. In der folgenden Zeit muss der Besitz durch die Familien Schweder und Gützkow geendet haben, denn 1302 übertrug Bogislaw IV. die Besitzung zu gleichen Bedingungen den Anklamer Bürgern Willeken Cröpelin und Heinrich Willers Sohn (Willerssohn) mit allen Rechten, Nutzungen, Diensten, Abgaben und Zöllen wie sie der Ritter Johann von Berlin zum Lehen gehabt hatte. Wahrscheinlich wurde der Besitzwechsel durch die Stadt Anklam gelenkt und durch den Herzog bestätigt, denn in die Urkunde wurde ein sehr ausführlicher Tarif des zu erhebenden Warenzolls aufgenommen. Ausdrücklich festgelegt wurde, dass dieser nicht erhöht werden durfte.
Haupteinnahmequelle des Zolls waren die Abgaben von vorbeifahrenden Schiffen. Die Entgelte für die Beförderung von Personen und Waren vom Festland zur Insel Usedom wurden wegen der vom Festland aus schwer zugänglichen Lage der Fährstelle Mitte des 19. Jahrhunderts durch Heinrich Berghaus als unbedeutend eingeschätzt. Anklamer Fähre war wegen der morastigen Umgebung nur in trockenen Sommern mit Pferdewagen zu erreichen.
Nachdem der Anklamer Stadtrat 1377 für 550 Mark Sundisch eine jährliche Rente von 20 Mark Sundisch ablöste, die die Familie Florin besessen hatte, erwarb der Anklamer Bürger Heinrich Glesch den verfallenen Schankkrug auf der Insel und das Recht, Fährgeld zu erheben. Er baute den Krug auf eigene Kosten wieder auf. Von der Stadt Anklam erhielt er Pfähle und Strauchwerk zur Erneuerung des Bohlwerks und der Wehre. Als die Einnahme aus dem Fährgeld anwuchsen, kaufte die Stadt ihm das zugehörige  Hebungsrecht und das Fährboot für 1400 Mark Sundisch ab.
Im Dreißigjährigen Krieg wurde das Dorf  völlig zerstört und danach von den Schweden wieder aufgebaut und befestigt. Bei der preußischen Volkszählung von 1871 hatte die Gemeinde Anklamer Fähre, zu der auch die Insel Schadefähre gehörte, 66 Einwohner. Im Jahr 1873 vernichtete ein Brand wiederum den gesamten Ort. Im Jahr 1910 gab es vierzig Einwohner in der Gemeinde Anklamer Fähre. Im 20. Jahrhundert wurde zwischen dem Festland und der Insel ein Verbindungsdamm gebaut. 1937 wurde die Gemeinde, nun amtlich nur noch Fähre genannt, Teil der Großgemeinde Pelsin. Nach deren Auflösung im Jahr 1946 gehörte Anklamer Fähre zunächst zur Gemeinde Gnevezin, die ihrerseits 1965 nach Bargischow eingemeindet wurde. Im Jahr 1980 wohnten nur noch zweiundzwanzig Personen im Ort. Erst im Jahr 1946 wurde Anklamer Fähre an das elektrische Netz angeschlossen.

## Verkehr
Anklamer Fähre verfügt über einen kleinen Hafen. Der Ort Anklamer Fähre ist von Anklam über die B 109, die OVP 49 bis Bargischow und die OVP 48 zu erreichen. Eine offizielle Fährverbindung nach Usedom existiert nicht. Nach 2000 gab es einige Jahre auf privater Basis organisierte Übersetzfahrten für Personen und Fahrräder von Anklamer Fähre nach Karnin auf der Insel Usedom. Seit Mitte der 2010er Jahre werden diese Fahrten nicht mehr angeboten.